# Heilig Geist (Unterapfeldorf)

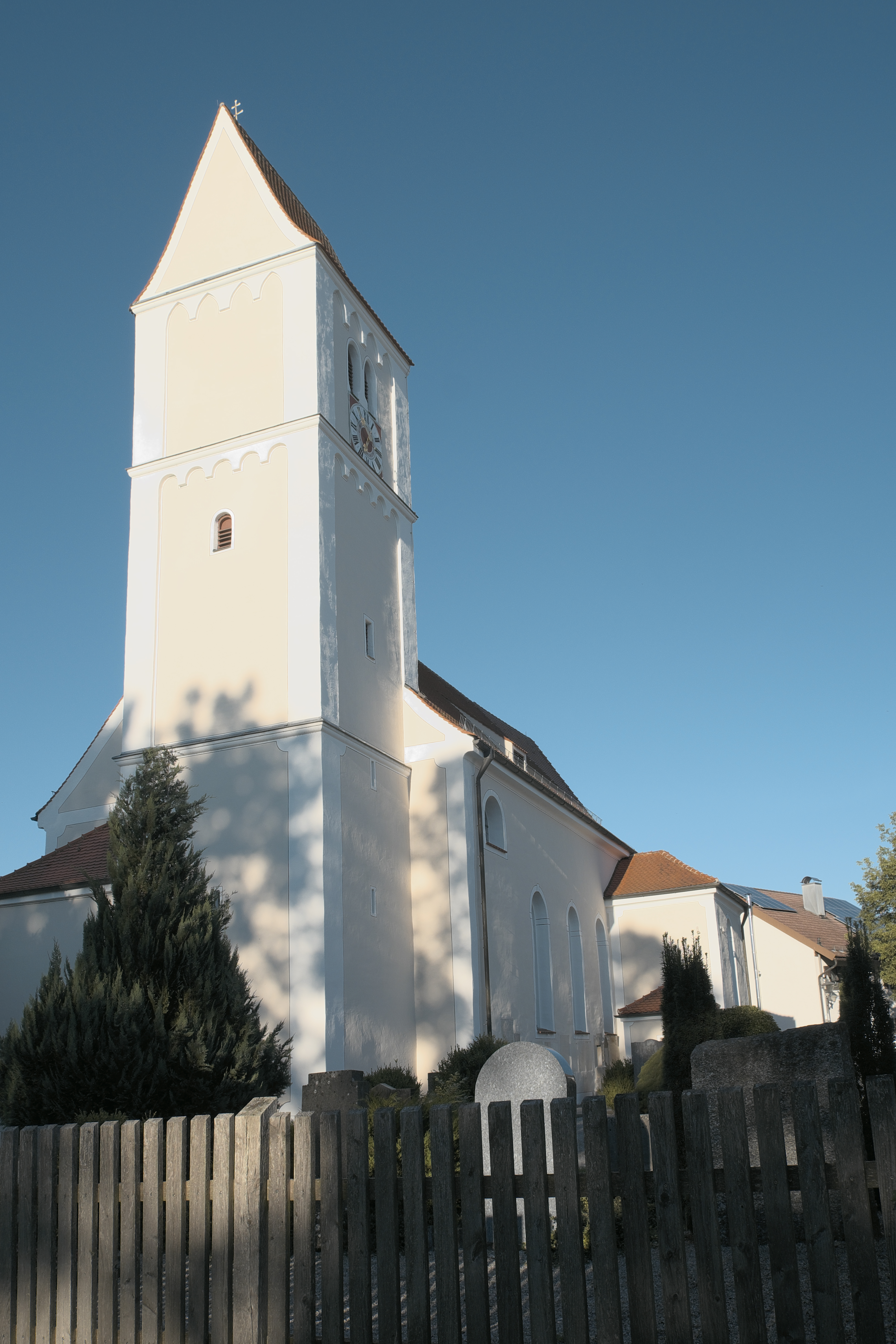
Kirche Heilig Geist in Unterapfeldorf

Die katholische Pfarrkirche Heilig Geist in Unterapfeldorf, einem Ortsteil der Gemeinde Apfeldorf im oberbayerischen Landkreis Landsberg am Lech, ist im Kern ein spätgotischer Bau. Die Kirche am Kirchplatz 2 wurde als Baudenkmal klassifiziert.
Die Pfarrei Apfeldorf gehörte bis zur Säkularisation 1803 zum Kloster Polling.
Der Saalbau mit eingezogenem, polygonalem Chor und spätromanischem Westturm wurde Mitte des 18. Jahrhunderts barockisiert. Die Einwölbung des Langhauses erfolgte 1822. Der Chorstuck im Stil der Wessobrunner Schule entstand um 1740. Das Deckenbild im Langhaus von Johann Jaud zeigt das Pfingstwunder. Die beiden klassizistischen Seitenaltäre wurden 1792 von Franz Doll geschaffen.